# 陳篤生醫院
陳篤生醫院（英語：Tan Tock Seng Hospital），縮寫TTSH，是新加坡一間位於諾維娜的三級轉診醫院。陳篤生醫院設有45個臨床和專職衛生部門、16個專科中心，並有超過8,000名醫護人員。陳篤生醫院是新加坡第二大急症綜合醫院，床位超過1,500張，僅次於新加坡中央醫院。陳篤生醫院同時有著新加坡最繁忙的創傷中心，每日看診超過100宗創傷，同時每日進行100次創傷手術。
陳篤生醫院是國家健保集團的旗艦醫院以及南洋理工大學李光前醫學院的教學醫院。陳篤生醫院同時設有新加坡國家傳染病中心以及兩個國立專科中心，分別為國家皮膚中心以及國家神經科學機構。